# Kołczygłówki
Kołczygłówki (deutsch Neu Kolziglow) ist ein Dorf in der Landgemeinde Kołczygłowy (Alt Kolziglow) im Powiat Bytowski (Bütower Kreis).der polnischen Woiwodschaft Pommern.

## Geographische Lage
Das Dorf liegt in Hinterpommern, etwa 29 Kilometer nordnordöstlich von Miastko (Rummelsburg i. Pom.), zwei Kilometer südwestlich des Kirchdorfs Kołczygłowy (Alt Kolziglow) und drei Kilometer ostnordöstlich des Dorfs Cetyń (Zettin).

## Geschichte

Neu Kolziglow, nordnordöstlich von Rummelsburg und südwestlich des Kirchdorfs Alt Kolziglow, auf einer Landkarte von 1915

Auf dem Gut Neu Kolziglow, einem alten Puttkamerschen Lehen, saß um 1782 der Lieutenant George Adolph von Puttkamer, dem es am 15. April 1772 von Dorothea Charlotta von Massow vermählten von Puttkamer überlassen worden war. Laut Vasallen-Tabelle befand sich um 1804 der 56 Jahre alte Jacob Georg von Puttkamer im Besitz von Neu Kolziglow. Seit 1858 gehörte das Lehen Neu Kolziglow dem Lieutenant a. D. Waldemar von Puttkamer, der es von seinem Vater gekauft hatte und der es auch noch 1884 und 1892 in Besitz hatte. Dessen Enkel, Wolf Jesko von Puttkamer (* 1890),  bewirtschaftete das Gut um 1935.
Am 22. Juli 1859 erhielt das etwa drei Kilometer südlich des Dorfkerns auf der Feldmark des Ritterguts Neu Kolziglow neu angelegte Vorwerk den Namen „Clarashof“, nach dem Vornamen der Ehegattin Waldemar von Puttkamers, Clara geb. von Thielau (* 1838).
Am 1. Dezember 1913 wurden auf der 149,7 Hektar großen Gemarkungsfläche der Landgemeinde Neu Kolziglow 25 viehhaltende Haushaltungen gezählt und im 826,2 Hektar umfassenden Gutsbezirk Neu Kolziglow 32 viehhaltende Haushaltungen.
Am 1. April 1927 hatte der Gutsbezirk Neu Kolziglow eine Flächengröße von 810 Hektar, und am 16. Juni 1925 hatte der Gutsbezirk 313 Einwohner.
Am 30. September 1928 wurde der Gutsbezirk Neu Kolziglow in die Landgemeinde Neu Kolziglow eingegliedert.
Anfang der 1930er Jahre hatte die Landgemeinde Neu Kolziglow eine Flächengröße von 9,6 km². Innerhalb der Gemeindegrenzen standen insgesamt 39 bewohnte Wohnhäuser an vier verschiedenen Wohnstätten:
1. Bahnhof Neu Kolziglow
2. Klarashof
3. Ludwigshof
4. Neu Kolziglow

Um 1935 gab es im Dorf Neu Kolziglow unter anderem einen Gasthof, zwei Baugeschäfte, eine Branntweinbrennerei, die von Wolf Jesko von Puttkamer betrieben wurde, eine Gärtnerei, einen Gemischtwarenladen, einen Großhändler für Agrarprodukte, eine Schmiede und eine Stellmacherei.
Die Landgemeinde Neu Kolziglow gehörte im Jahr 1945 zum Landkreis Rummelsburg im Regierungsbezirk Köslin der preußischen Provinz Pommern des Deutschen Reichs und war dem Amtsbezirk Zettin zugeordnet. Das Standesamt befand sich in Zettin.
Gegen Ende des Zweiten Weltkriegs wurde Neu Kolziglow Anfang März 1945 von der Roten Armee besetzt.
Anschließend wurde Neu Kolziglow zusammen mit ganz Hinterpommern von der Sowjetunion der Volksrepublik Polen zur Verwaltung überlassen. In der Folgezeit wurde die einheimische Bevölkerung von der polnischen Administration aus Neu Kolziglow vertrieben. Der Ortsname Neu Kolziglow wurde zu „Kołczygłówki“ polonisiert.

### Demographie
| Jahr | Einwohner | Anmerkungen |
| ---- | --------- | --- |
| 1782 | –         | adliges Gut mit einem Vorwerk und einer neu angelegten Schäferei, sechs Bauernhöfen, zwei Kossätenhöfen und elf Feuerstellen (Haushaltungen), zu Alt Kolziglow in der Stolpschen Synode eingepfarrt                            |
| 1818 | 077       | Dorf mit Wassermühle, adlige Besitzung, zum Kirchspiel Alt Kolziglow gehörig |
| 1852 | 174       | Dorf |
| 1864 | 307       | am 3. Dezember, Gemeindebezirk mit 121 Einwohnern und einem Flächeninhalt von 446,83 Morgen sowie Gutsbezirk mit 186 Einwohnern und einem Flächeninhalt von 3328,89 Morgen                                                     |
| 1867 | 333       | am 3. Dezember, davon 143 im Gemeindebezirk und 190 im Gutsbezirk |
| 1871 | 319       | am 1. Dezember, davon 144 im Gemeindebezirk (sämtlich Evangelische) und 175 im Gutsbezirk (173 Evangelische, zwei Katholiken).                                                                                                 |
| 1885 | 355       | am 1. Dezember, Gemeindebezirk mit einem Flächeninhalt von 152 Hektar und 142 Einwohnern (138 Evangelische, vier Katholiken) und Gutsbezirk mit einem Flächeninhalt von 824 Hektar und 213 Einwohnern (sämtlich Evangelische), |
| 1895 | 379       | am 2. Dezember, Gemeindebezirk mit einem Flächeninhalt von 149,7 Hektar und 142 Einwohnern (sämtlich Evangelische) sowie Gutsbezirk mit einem Flächeninhalt von 826,2 Hektar und 237 Einwohnern (sämtlich Evangelische)        |
| 1910 | 365       | am 1. Dezember, davon 133 in der Landgemeinde und 232 im Gutsbezirk |
| 1925 | 419       | darunter 418 Evangelische und ein Einwohner ohne religiöses Bekenntnis |
| 1933 | 351       | [ 22 ] |
| 1939 | 334       | [ 22 ] |

## Kirche

### Kirchspiel bis 1945
Die vor 1945 in Neu Kolziglow anwesenden Dorfbewohner waren größtenteils evangelischer Konfession. Die evangelischen Einwohner gehörten zum evangelischen Kirchspiel Alt Kolziglow im Kirchenkreis Schlawe in der Kirchenprovinz Pommern der Evangelischen Kirche der Altpreußischen Union.
Ds katholische Kirchspiel war in Rummelsburg i. Pom.

### Kirchspiel seit 1946
Die seit 1945 und Vertreibung der Einheimischen hier lebende polnische Dorfbevölkerung ist größtenteils römisch-katholisch und gehört der Römisch-katholischen Kirche in Polen an.
Hier lebenden evangelische Kirchenglieder werden von der Evangelisch-Augsburgischen Kirche in Polen betreut. Das zuständige Pfarramt ist das der Kreuzkirche in Słupsk (Stolp).

## Persönlichkeiten
- Waldemar von Puttkamer (1835–1903), deutscher Rittergutsbesitzer und Mitglied des Deutschen Reichstags, war Gutsherr auf Neu Kolziglow und Sellin